# Фатафехи Паулахо
Фатафехи Паулахо (тонг. Fatafehi Paulaho; 1749—1784) — высший священный верховный правитель Империи Тонга из династии Туи-тонга.

## Биография
Фатафехи Паулахо был сыном 34-го туи-тонга Фатафехи Туипулату II. 3 октября 1773 года путешественник Джеймс Кук прибыл ко двору Фатафехи Паулахо. Путешественники были встречены радостной толпой островитян, обменявшихся с ними различными подарками. Кук посетил священное кладбище, на котором хоронили местных вождей, принял участие в нескольких ритуальных церемониях, приняв участие в празднествах, устроенных в честь путешественников. В 1777 году Кук вновь посетил Тонга. По приглашению тонганского верховного правителя, он отправился в столицу Королевства, Нукуалофа, где в честь чужеземцев был устроен грандиозный праздник. Здесь Кук подарил Фатафехи Паулахо галапагосскую черепаху (она получила имя Туи Малила), которая прожила до 1966 года.